# Pritanicon
El Pritanicon (en griego antiguo: Πρυτανικόν) fue un antiguo edificio en el Ágora de Atenas, Grecia. También se le conoce como Edificio F.
Fue construido en la época arcaica, entre 550 y 525 a. C.. Es posible que sirviera originalmente como residencia del tirano Pisístrato y sus hijos. Tras el triunfo de la democracia, el edificio se utilizó como una especie de anexo del Pritaneo propiamente dicho, que estaba situado en otro lugar de Atenas y servía, entre otras cosas, de comedor para los pritanos, los magistrados funcionarios de la ciudad. Más tarde, en la época clásica, hacia 470-465 a. C., se construyó en el mismo lugar un Tholos circular, que al parecer heredó la función del edificio como pritaneo.
Estaba situado en el lado occidental del Ágora. Al norte se encontraba el antiguo Buleuterio, con el que parece haber formado una especie de complejo. El edificio era de planta irregular, con una longitud de unos 27 m en dirección este-oeste y 18,5 m en dirección norte-sur. En el centro del edificio había un patio con columnas y varias salas de diferentes tamaños a su alrededor.
Poco del edificio ha sobrevivido. Las ruinas de Tholos son  hoy los principales restos.